# Antarktyka Chilijska

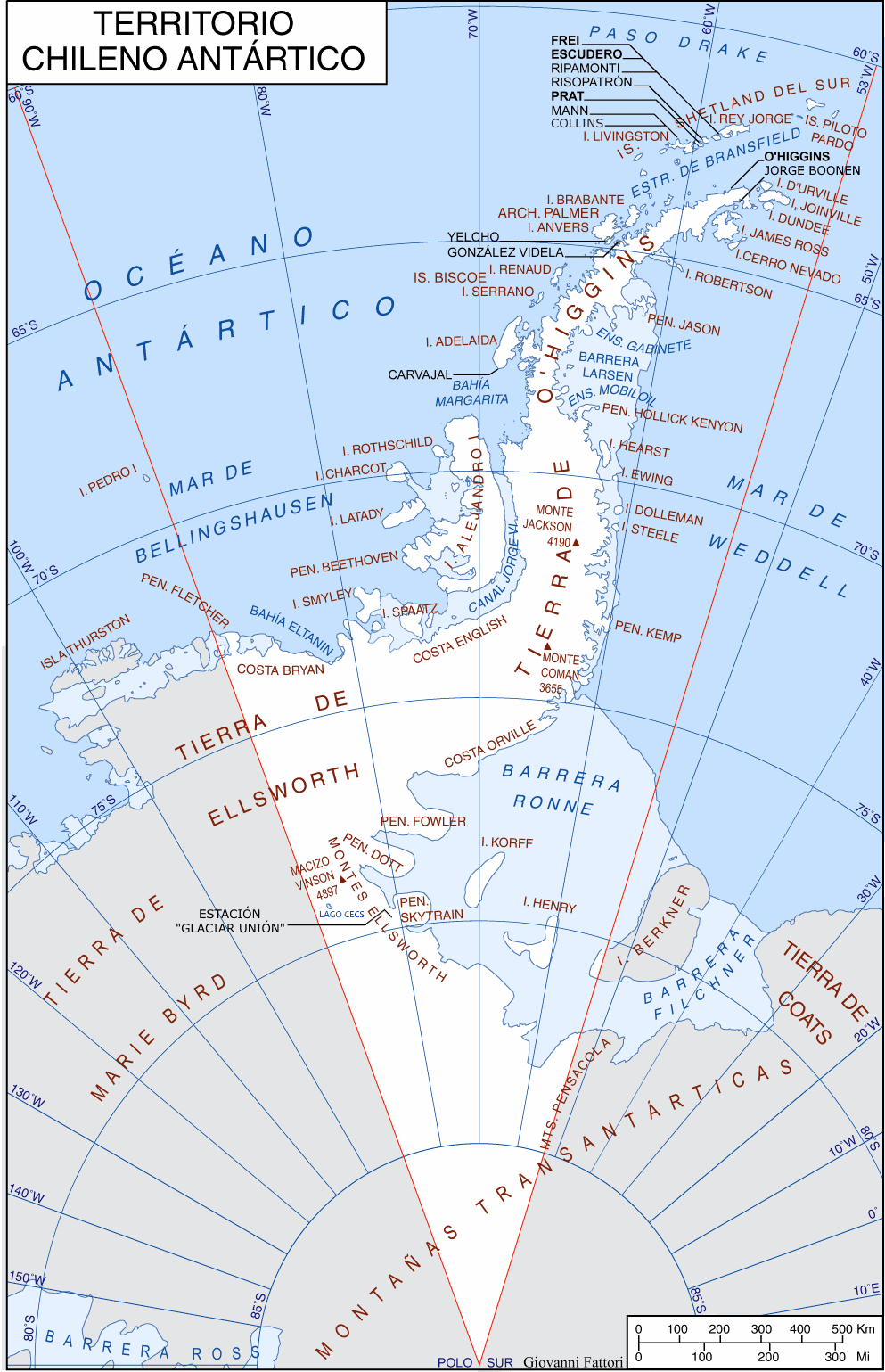
Chilijskie Terytorium Antarktyczne

Antarktyka Chilijska (hiszp. Antártica Chilena) –  prowincja w południowym Chile, w południowej części regionu Magallanes, obejmująca wyspy na południowym krańcu Ameryki Południowej, niedaleko Ziemi Ognistej, oraz (de iure) Chilijskie Terytorium Antarktyczne. Stanowi jedną z czterech prowincji regionu. Siedzibą administracyjną jest miasto Puerto Williams. Funkcję gubernatora pełni Nelson Cárcamo Barrera.
Na terytorium tej prowincji znajduje się przylądek Horn.

## Podział administracyjny
W skład prowincji wchodzą 2 gminy: Cabo de Hornos i Antártica. Gmina Cabo de Hornos obejmuje wyspy Navarino i Wollaston, a także mniejsze wysepki, w tym wysunięte najdalej na południe wyspy Diego Ramírez. Gmina Antártica to sektor Antarktydy, do którego roszczenia terytorialne zgłasza Chile; jedynym cywilnym osiedlem w nim jest Villa Las Estrellas. Roszczenia te pokrywają się z roszczeniami Argentyny i Wielkiej Brytanii.

## Demografia
W 2002 roku prowincję zamieszkiwali 2392 mieszkańcy.
Zmiana liczby ludności w latach 1992 - 2002 z uwzględnieniem podziału na gminy:
| Gmina         | 1992 | 2002 | zmiana w % |
| Antártica     | 131  | 130  | -0,8       |
| Cabo de Horno | 1814 | 2262 | +24,7      |